# Regina (gruppo musicale)
I Regina sono un gruppo musicale rock Bosniaco, fondato nel 1989 a Sarajevo, nell'ex Jugoslavia.

## Storia del gruppo

### Gli inizi
Fondata da Aleksandar Čović insieme a Boris Milijas e Goran Lucic, la band nacque a Marin-Dvora vicino a Sarajevo. Dopo l'annuncio pubblicato sui giornali e diverse audizioni fallimentari in cerca di un cantante, si unì alla band Davor Ebner, già voce dei Convoy (un gruppo musicale di Sarajevo), il quale accettò di collaborare dopo tre mesi dall'audizione. L'anno dopo entrò nel gruppo anche Bojan Milićević. La band, una volta formata, ebbe un grande successo in tutta la Jugoslavia grazie all'album Regina. L'album contiene i primi successi della band: Spavaj, Ne pitaj me e Kao nekada ona, tutte scritte da Aleksandar Čović, che si ispirò alla band irlandese U2. Subito dopo l'uscita dell'album iniziarono i concerti, dapprima solo in Bosnia ed Erzegovina, ma ben presto anche nel territorio di tutta l’ex Jugoslavia. Il gruppo acquisì subito un gran numero di ammiratori, e promosse il primo album con uno slogan: "Non siamo Merlin, siamo Regina" (in bosniaco MI NISMO MERLIN, MI SMO REGINA). I critici considerano la band i successori dei gruppi Index e Bijelo Dugme

### Primi successi
Dopo il successo del primo album, nel 1991 ne pubblicarono un secondo: Ljubav nije za nas. In questo album si trovano il brano omonimo, la canzone Izgledala je malo cudno (remake della famosa canzone dei Bijelo Dugme) e anche Ponekad pozelim. Il tour del 1991-1992 fu l'ultimo grande tour della band, che fu costretta a fermarsi a causa della guerra in Bosnia-Erzegovina, ma continuò a produrre musica per tutti gli anni 90 dopo il trasferimento a Belgrado: alcuni esempi di canzoni sono Regina, Oteto od zaborava, Godine lete, Ja nisam kao drugi, Kad zatvorim oci e Devedesete. Nel frattempo Davor si trasferì in Germania.

### Scioglimento e rinascita del gruppo
Dal 2000 fino al 2006 il gruppo fu inattivo, per poi riformarsi quando Aleksandar Covic riprese la collaborazione con i cantanti Davor Ebner e Bojan Milicevic. Durante questo periodo di inattività, Aleksandar Covic intraprese la carriera da solista come Ačo Regina, il secondo andò con i "Punkt" per pochi anni, poi formò i "Gruntibugli", band che ebbe una breve vita poiché Ebner si riunì poi con i Regina nel 2006. Denis Čabrić entrò nel gruppo perché aveva lavorato con Davor Ebner su alcuni progetti musicali. Il gruppo nello stesso anno ha pubblicato il nuovo album intitolato Sve mogu ja. In questo album vi è il remake della canzone Ljubav nije za nas, consistente in un duetto con la cantante macedone Elena Risteska. Nell'album ci sono le canzoni Izgledala je malo cudno, Sama, Sve ja mogu che sono diventate dei successi, anche grazie ai videoclip che le accompagnavano e che furono fatti subito dopo le pubblicazioni delle canzoni. Nel 2005 il gruppo partecipò al festival musicale di Budva con Zaboravi draga.
Il 9 luglio 2007 la band fece da opening band ai Rolling Stones durante il tour "A Bigger Bang" alla spiaggia Jaz a Budva, ricevendo recensioni entusiaste da parte del pubblico e dei critici rock per la performance di trenta minuti.
Dal 2007 al 2009 il gruppo ha avuto un tour che consisteva in più di 200 concerti in tutta la ex Jugoslavia.

### Eurovision Song Contest 2009
Il 12 gennaio 2009 l'emittente bosniaca BHT ha annunciato che la band, con la canzone Bistra voda, avrebbe rappresentato la Bosnia ed Erzegovina durante l'Eurovision Song Contest 2009. La canzone è stata presentata ufficialmente il 1º marzo 2009. Aleksandar Čović è stato premiato come miglior compositore con il Premio compositori dei Marcel Bezençon Awards. Il brano si è piazzato al 3º posto nella prima semifinale e al 9° nella finale, con 106 punti.

### Dopo l'Eurovision
Il 5 giugno 2009 la band pubblicò il suo nono album in studio, Vrijeme je. Dall'album sono tratti tre singoli, cioè Vrijeme je, Bježi dok sam mlad, e Zvacu te pile moje
Nel 2010 parteciparono come guest star al Beovizija 2010, facendo la cover della canzone Zamisli insieme a Goran Bregović. Nel 2011 i Regina pubblicano il decimo album in studio: Kad poludimo. Per la canzone omonima la band ha girato un videoclip con l'attrice di Belgrado Nina Jankovic. Sul disco ci sono anche canzoni come Ptico mala (duetto con l'ex cantante del gruppo jugoslavo Bijelo Dugme, Mladen Vojicec Tifa) e Na balkanu. Nel 2014 pubblicarono due nuove canzoni chiamate Kalimero e Zatupi Zaglupi, quest'ultima cantata e scritta dal batterista.
Il 21 giugno 2015 Bojan Milićević lascia la band per motivi personali e subentra Elmir Heraković (Buco) al suo posto.
Il 31 luglio 2015 la band si esibisce al BBI Centar Sarajevo per festeggiare il 25º anniversario dalla propria fondazione.
Nel 2016 la band pubblica la propria biografia, Ljubav nije za nas (omonima alla canzone).
Il 16 agosto 2016 viene a mancare Denis Čabrić colto da un attacco di cuore mentre era in vacanza nei pressi di Zara (Croazia).
Il 10 Febbraio 2017 la band pubblica il suo 12º album in studio, intitolato "U srcu Srbiju" con il singolo "Za one stare dane" girato in Francia.
Il 26 Dicembre 2022, il cantante Davor Ebner, tramite il suo account Instagram, annuncia di non far più parte della band.

## Formazione

### Formazione attuale
- Aleksandar Čović — chitarra, voce (1989-2001, 2005-presente), voce (1991-2001; 2022- presente)
- Boris Milijaš — basso (1990-1991, 1993-2001, 2016-presente)
- Alen Milićević - batteria (2020-presente)
- Goran Lučić — chitarra (1990-1991; 2022-presente)

### Ex componenti
- Zoran Jamina(Pahulja) — chitarra (1993-2001)
- Goran Kalajdžić — chitarra (1998-2001)
- Bojan Milijas — chitarra (1990—1991)
- Vlada Čanak — basso (1992)
- Zoran Antonijević — batteria (1992)
- Saša Radojević Žule — batteria (1998-2001)
- Dejan Lisjak — tastiera (1992)
- Stevan Vitas — tastiera (1993, 1995-1997)
- Bojan Milićević — batteria, voce (1989-1991, 1992-1994, 1999-2001, 2005-2015)
- Denis Čabrić — basso (1999-2001, 2005-2016)
- Elmir Heraković — batteria (2015-2020)
- Davor Ebner — voce (1989-1991, 2005-2022)

## Discografia

### Album in studio
- 1990 - Regina
- 1991 - Ljubav nije za nas
- 1995 - Pogledaj u nebo
- 1994 - Oteto od zaborava
- 1997 - Ja nisam kao drugi
- 1999 - Kad zatvorim oči
- 2000 - Devedesete
- 2006 - Sve mogu ja
- 2009 - Vrijeme je
- 2012 - Kad poludimo
- 2017 - U srcu

### Compilation
- 1992- Regina (reproduction)

### Singoli
- 2009 - Bistra voda
- 2009 - Bistra voda (versione russa e inglese)
- 2010 - Zamisli (ft. Goran Bregovic)
- 2014 - Kalimero
- 2014 - Zatupi Zaglupi
- 2017 - Za one stare dane